# Софийск (Верхнебуреинский район)
Софийск — посёлок (в 1942—2011 — посёлок городского типа) в Верхнебуреинском районе Хабаровского края России.
Расположен в западной части края на реке Олга, в 200 км к северо-востоку от районного центра и железнодорожной станции Чегдомына. Автомобильная дорога до Чегдомына.
В посёлке детский сад, школа, больница, артель старателей, дизельная электростанция.

## История
Статус посёлка городского типа — с 1942 года. В 2011 году стал сельским населённым пунктом.

## Население
| 1939 | 1959 | 1970  | 1979 | 1989  | 1992  | 2000  |
| ---- | ---- | ----- | ---- | ----- | ----- | ----- |
| 636  | ↗798 | ↗1001 | ↘984 | ↗1206 | ↗1300 | ↘1200 |
| 2002 | 2009 | 2010  | 2011 | 2012  | 2013  | 2014  |
| ↘670 | ↘633 | ↘435  | ↘424 | ↘408  | ↘399  | ↗400  |
| 2015 | 2016 | 2017  | 2018 | 2019  | 2020  | 2021  |
| ↘374 | ↘365 | ↘350  | ↘337 | ↘314  | ↘311  | ↘225  |

## Экономика
Золотодобывающее предприятие. Артель старателей «Ниман»

## Культура
ДК «Лотос»

## Достопримечательности
Великолепная горная тайга;
Царская дорога-Николаевск-на-Амуре — Благовещенск;
Верховья хр. Дуссе-Алинь;
Памятник софийчанам, погибшим во время Великой Отечественной войны;
Буреинский заповедник